# Himna kosovskih junaka
Himna kosovskih junaka (srp. Химна косовских јунака) je srpska domoljubna pjesma koja je o bitci na Kosovu u 1389. godini. Postoji nekoliko verzija njenog teksta.
Pjesma je i bila himna Jedinice za specijalne operacije (JSO).

## Tekst pjesme
Hriste Bože raspeti i sveti,

Srpska zemlja kroz oblake leti.

Leti preko nebeskih visina,

Krila su joj Morava i Drina.1
Zbogom prvi nerođeni sine,

Zbogom ružo, zbogom ružmarine.

Zbogom leto, jeseni i zimo,

Odlazimo da se ne vratimo.3
Na tri sveto i na tri sastavno,

Odlazimo na Kosovo ravno.

Odlazimo na suđeno mesto.

Zbogom majko, sestro i nevesto.
Zbogom prvi nerođeni sine,

Zbogom ružo, zbogom ružmarine.

Zbogom leto, jeseni i zimo.

Odlazimo da se ne vratimo.3
Kad je draga da odlazim čula,

Za rever2 mi neven zadenula. 

Zbogom prvi nerođeni sine,

Zbogom ružo, zbogom ružmarine.

Zbogom leto, jeseni i zimo.

Odlazimo da se ne vratimo.3

| 1U starijoj inačici pjesme se spominje rijeka Ibar.                                |
| 2U starijoj inačici pjesme se spominje kalpak (zaštitna kaciga).                   |
| 3U nekim inačicama pjesme, cijeli redak je zamijenjen s "Odlazimo da ih pobedimo". |